# 日本とレソトの関係
日本とレソトの関係（英語: Japan–Lesotho relations）では、日本とレソトとの間の二国間関係について記述する。両国は国交樹立以来、一貫して友好関係にある。

## 歴史

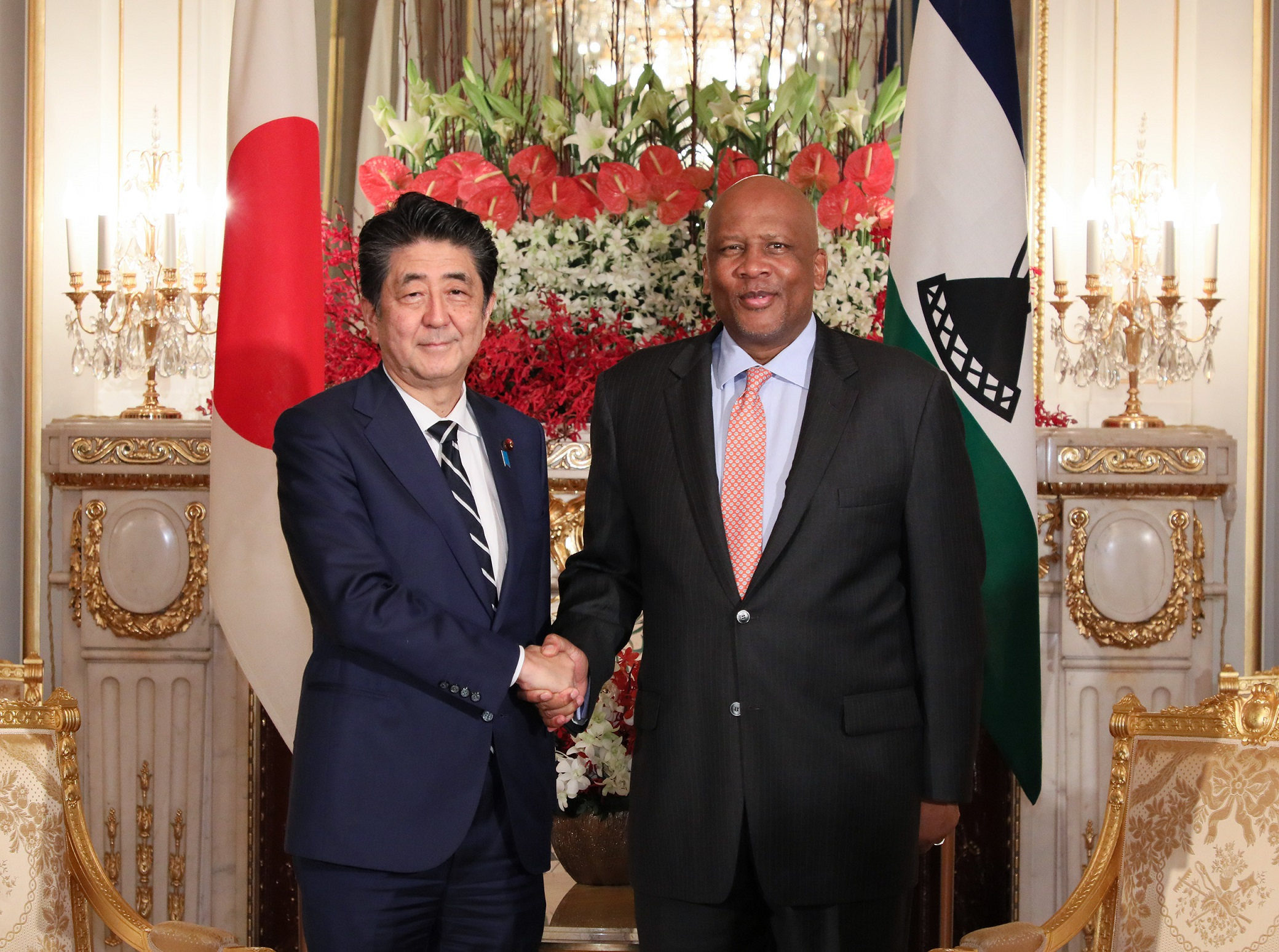
安倍晋三内閣総理大臣（左）とレツィエ3世国王、於・迎賓館赤坂離宮（2019年10月21日）

1966年10月4日、イギリス領バストランドがレソト王国として独立し、日本は即座にレソトの独立を承認する。同年11月、バストランド時代から首相の地位にあったレアブア・ジョナサン首相が、レソトの首相として初めて訪日。
1967年より、南アフリカ共和国の在プレトリア日本国総領事館を通して領事関係を開設。1971年7月、日本とレソトの間で外交関係が樹立され、在ザンビア日本国大使館が在レソト日本国大使館の兼轄を始める。
1989年1月に昭和天皇が崩御し、同年2月24日に皇居で執り行われた大喪の礼には、レソトからは国王のモショエショエ2世（モシェシェ2世）、エリアス・ラマエマ軍事評議会委員（首相級）、タボ・バーナード・メケツィ次期駐日大使（当時の駐日レソト大使は北京常駐の兼轄）が参列した。また、1990年11月12日に行われた明仁上皇（平成当時は天皇）の即位の礼には、ラマエマ軍事評議会委員が参列している。
1993年1月、在ザンビア日本国大使館に代わって在南アフリカ共和国日本国大使館が在レソト日本国大使館の兼轄を開始。
1998年5月、レソトの下院選挙でレソト民主会議（LCD）が80議席中79議席を獲得したが、この結果を不正選挙であるとした野党支持者が再選挙を要求し、警察との衝突や国外からの軍事介入を招いた。2002年5月25日、先の下院選のやり直し選挙が国際監視下で実施され、日本からは菅原清行二等書記官（当時）が監視員として現地の選挙に立ち会った。
2007年1月、それまで日本を兼轄していた在中華人民共和国レソト大使館から独立する形で、常駐の駐日レソト大使館が初めて開設された。
2016年11月下旬、国王レツィエ3世と王妃マセナテ・モハト・セイーソがレソト国王として27年ぶりに、レツィエ3世個人としては初めて訪日。首都圏と関西に加えて、東日本大震災で被災した福島県相馬市を訪問し、相馬市役所で行われた内堀雅雄県知事や立谷秀清市長との会談で「今後も東日本大震災の被災者に気持ちを寄り添っていく」と述べた上で、「震災で県民や市民は大変な思いをしたが、復興に向け前に進んでいる。失われた命は戻らないが、復興に寄せる努力は犠牲者の鎮魂になり、今後の力になる」と復興に向かう福島県民を温かく激励した。また、国王夫妻は相馬市滞在中に伝承鎮魂祈念館での慰霊碑への献花や松川浦環境公園での植樹なども行っている。
2019年2月5日、レソト王国親善大使に指名された宮崎美子が東京都内で開催された就任式に出席して、親善大使に就任した。
2019年10月21日、レソト国王レツィエ3世が天皇の即位の礼に出席し、また安倍晋三総理との首脳会談を行った。

## 外交使節

### 駐レソト日本大使
在南アフリカ日本大使が兼轄

### 駐日レソト大使館

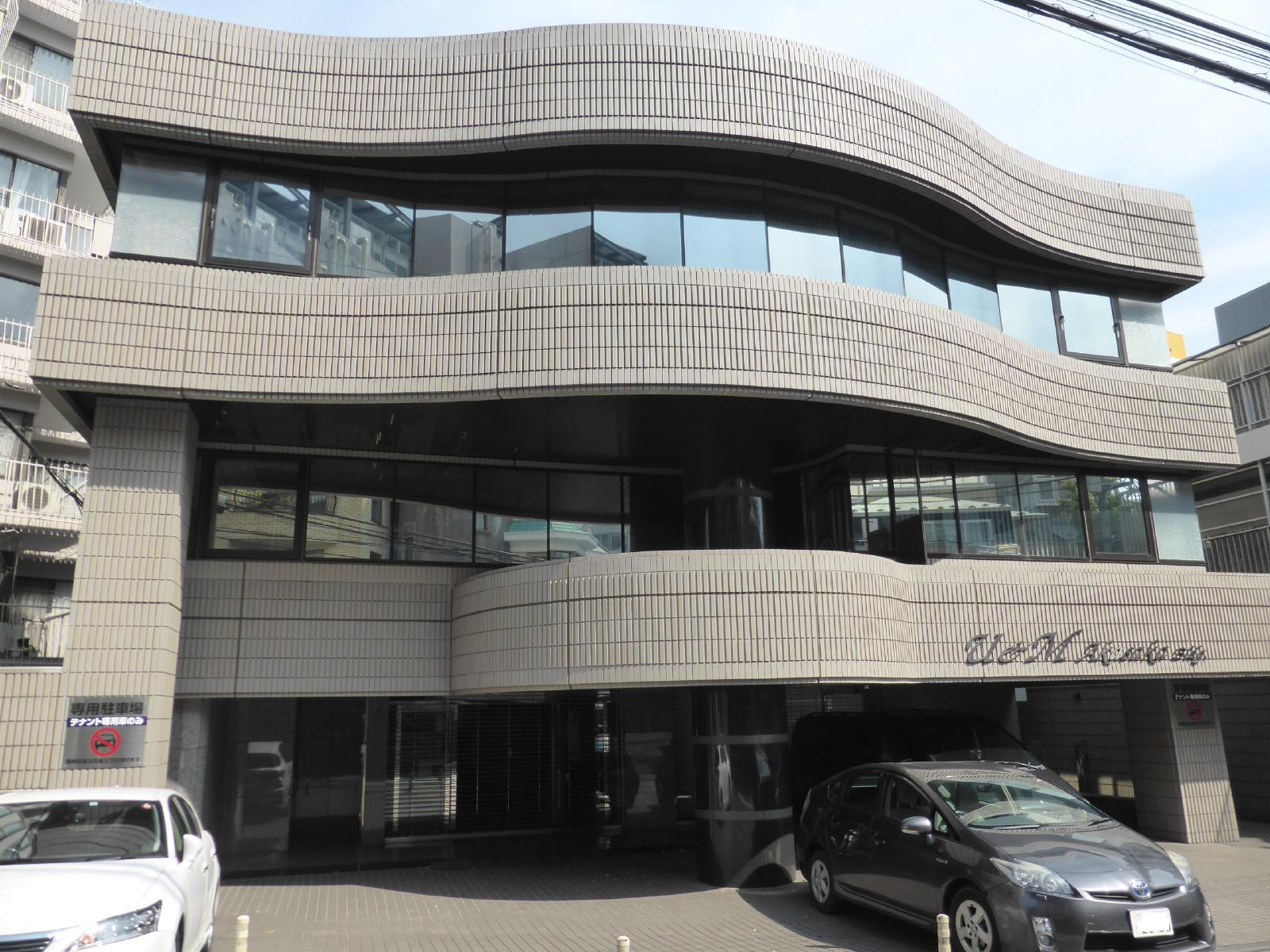
東京都港区赤坂7-5-47に在る駐日レソト大使館

- 住所：東京都港区赤坂7-5-47　U&M赤坂ビル1階
- アクセス：東京メトロ銀座線・半蔵門線/都営地下鉄大江戸線青山一丁目駅4番出口

### 駐日レソト大使
| 代 | 氏名                               | 在任期間        | 備考                                                 |
| -- | ---------------------------------- | --------------- | ---------------------------------------------------- |
| 1  | モニヤンヌ・パーニャ・フォーフォロ | 1988年 - 1989年 | 特命全権大使 信任状捧呈は6月2日 初代 北京常駐        |
| 2  | タボ・バーナード・ムケツィ         | 1989年 - 1997年 | 特命全権大使 信任状捧呈は3月28日 北京常駐→常駐国未定 |
| 3  | レボハン・ケネス・モレコ           | 1997年 - 2000年 | 特命全権大使 信任状捧呈は6月2日 北京常駐             |
| 4  | レファ・ジョセフ・モコジョ         | 2000年 - 2005年 | 特命全権大使 信任状捧呈は3月15日 北京常駐            |
|    | エフレイム・モレモホロ             | 2005年 - 2006年 | 臨時代理大使 北京常駐                                |
| 5  | モケレ・リカテ                     | 2006年 - 2009年 | 特命全権大使 信任状捧呈は12月22日                    |
|    | コポツォ・レホラ                   | 2009年 - 2010年 | 臨時代理大使                                         |
| 6  | リチャード・ラモエレツィ           | 2010年 - 2016年 | 特命全権大使 信任状捧呈は11月26日 旭日重光章受章     |
|    | シタイケコ・イエンガネ             | 2016年 - 2018年 | 臨時代理大使                                         |
| 7  | パレサ・モセツェ                   | 2018年 - 2024年 | 特命全権大使 信任状捧呈は9月10日                     |
|    | ママスーファ・ソーリ               | 2024年 -        | 臨時代理大使                                         |